# Боцвана на Летњим олимпијским играма 2012.
Боцвана је на Олимпијским играма у Лондону 2012. учествовала девети пут као самостална земља.
Боје Боцване на Олимпијским играма у Лондону 2012. бранило је четворо спортиста у два појединачна спорта, а у олимпијском тиму налазила су се тројица спортиста и једна спортисткиња. Ово је најмањи број учесника који је Боцвана икада послала на Летње олимпијске игре. Упркос томе, Боцвана је освојила своју прву медаљу у историји. Ту, сребрну медаљу, им је донео атлетичар Најџел Амос у трци на 800 метара.
Заставу на церемонији отварања носио је атлетичарка Амантле Монтшо.

## Освајачи медаља
| Медаља | Име         | Спорт    | Дисциплина |
| ------ | ----------- | -------- | ---------- |
|        | Најџел Амос | Атлетика | 800 м М    |

## Учесници по спортовима
| Спорт        | Мушкарци | Жене | Укупно |
| ------------ | -------- | ---- | ------ |
| Атлетика     | 2        | 1    | 3      |
| Бокс         | 1        | 0    | 1      |
| спортова (2) | 3        | 1    | 0      |

## Атлетика

### Мушкарци
| Атлетичар    | Дисциплина | Група    | Група     | Четвртфинале     | Четвртфинале     | Полуфинале       | Полуфинале       | Финале           | Финале | Детаљи |
| Атлетичар    | Дисциплина | Резултат | Место     | Резултат         | Место            | Резултат         | Место            | Резултат         | Место  | Детаљи |
| ------------ | ---------- | -------- | --------- | ---------------- | ---------------- | ---------------- | ---------------- | ---------------- | ------ | ------ |
| Исак Маквала | 400 метара | 45,67    | 4 у гр. 2 | Није се пласирао | Није се пласирао | Није се пласирао | Није се пласирао | Није се пласирао | 25/49  |        |
| Најџел Ејмос | 800 метара | 1:45,90  | 1 у гр. 1 |                  |                  | 1:44,54          | 2 у гр. 1        | 1:41,73 НР       |        |        |

### Жене
| Атлетичар      | Дисциплина | Група    | Група     | Четвртфинале | Четвртфинале | Полуфинале | Полуфинале | Финале   | Финале | Детаљи |
| Атлетичар      | Дисциплина | Резултат | Место     | Резултат     | Место        | Резултат   | Место      | Резултат | Место  | Детаљи |
| -------------- | ---------- | -------- | --------- | ------------ | ------------ | ---------- | ---------- | -------- | ------ | ------ |
| Амантле Монтшо | 400 метара | 50,40    | 1 у гр. 2 |              |              | 50,15      | 1 у гр. 2  | 49,75    | 4/49   |        |

## Бокс
| Спортиста   | Дисциплина      | Рунда 32                  | 1/8 финала         | 1/4 финале         | Полуфинале         | Финале             | Финале           | Детаљи |
| Спортиста   | Дисциплина      | Противник Резултат        | Противник Резултат | Противник Резултат | Противник Резултат | Противник Резултат | Пласман          | Детаљи |
| ----------- | --------------- | ------------------------- | ------------------ | ------------------ | ------------------ | ------------------ | ---------------- | ------ |
| Отенг Отенг | лака (до 52 кг) | Cintrón (PUR) · ИЗГ 12-14 | Није се пласирао   | Није се пласирао   | Није се пласирао   | Није се пласирао   | Није се пласирао |        |